# De Clementia
Da Clemência, também traduzido como Tratado sobre a Clemência, é um ensaio de originalmente  três volumes dos quais apenas o primeiro e parte do segundo sobreviveram. Foi escrito em 55-56 dC por Sêneca, dedicado ao imperador Nero no seu primeiro (ou segundo) ano de reinado.

## O Ensaio
No De Clementia Sêneca desenvolve suas reflexões sobre o poder do estado e sobre a diferença entre o tirano e o bom rei. Traça a imagem de um governante que reina, como representante dos deuses. Explica que o poder absoluto pode ser legitimado e justificado pela prática da clemência, mantendo assim a ordem e organizando um consenso entre os homens. Ao ser clemente, ao ser virtuoso, o imperador se torna útil ao bem público, se porta segundo à Natureza, se conforma ao Lógos, à Fortuna.
Na obra vemos como a clemência deve ser exercitada principalmente por aqueles que podem socialmente exercer poder sobre outros: príncipes, professores, militares, pais, considerando que o dano causado por um erro de julgamento por estes, quando afetados por alguma paixão, será profundamente danoso para quem recebe a punição e para quem a ordena. Para o príncipe, a prática da clemência, além de evitar a formação de oposições, de legitimar seu poder e de lhe garantir direito de sucessão, fornece estabilidade e segurança no poder. Enquanto o tirano, o mau imperador é perseguido e vive sem tranquilidade, o rei-filosofo, o bom e clemente imperador vive em paz, pois conta com o amor e não com o temor dos súditos.
São quatro as definições da clementia senequiana: (II,III,2-3)
- “Clemência é a moderação de espírito humano no desempenho do poder de castigar”;
- “A brandura do superior em face do inferior, quando da aplicação da pena”;
- “inclinação da mente para o abrandamento no ato de impor um castigo”;
- " ... a clemência é a moderação que retira alguma coisa de uma punição merecida e devida" .

O contraste instrucional entre o bom governante e o tirano é feito inicialmente de forma teórica, passando então para exemplos de governantes tiranos, como Sulla e Calígula servindo de advertência e Augusto como exemplo a ser seguido. Uma ilustração extensa da clemência de Augusto com o rebelde Cinna ao lado de um exemplo da própria vida de Nero pretende encorajar o aspirante a imperador a também mostrar clemência. (Livro I, capítulos IX-XVI). Sêneca afirma também que excesso de punição é ruim para a moral da nação. 
No Livro II Sêneca relembra a Nero um episódio em que este havia demostrado clemência e o com isso atingido seus objetivos e demonstrado clareza de raciocínio e bondade. Na sequência explana que a Clemência se trata de uma virtude que requer equilíbrio na sua aplicação: não é oportuno ter uma clemência promíscua e banal, nem uma clemência inacessível, pois tanto é cruel perdoar a todos quanto a ninguém.
Sêneca considera a misericórdia um vício, e a define como sendo a corrupção da virtude da clemência:
"Agora, cabe investigar o que é misericórdia. Muitos que a exaltam como virtude e denominam a pessoa boa de misericordiosa. Ora, esta é um vício de alma. Ficou estabelecido, acima, o que deve ser conceituado acerca da severidade e da clemência. Sob a máscara de severidade podemos decair na crueldade enquanto sob a aparência de clemência cair para a misericórdia". (II,IV,4)
"O perdão é a remissão de uma punição merecida; Um homem concede perdão a aquele a quem ele deveria punir: agora o homem sábio não faz nada que não deva fazer, e não omite nada que deva fazer: ele não remete, portanto, nenhuma punição que deva proferir." (II,VII,1-2))
Portanto, a clemência estaria mais próxima de uma correção da lei cuja universalidade a faz falha. Seria uma espécie de justiça exercida por uma instância superior, de caráter humanitário, que ao soberano permite sobrepor-se às leis escritas pelos homens.
Esta obra influenciou pensadores importantes da Idade Média e do Renascimento. Um exemplo é o reformador francês João Calvino. Pouco depois de terminar seus estudos de direito, o jovem João Calvino escreveu seu primeiro livro, um comentário sobre De Clementia que consiste principalmente de notas filológicas intercaladas com impressões sobre o estilo e as idéias de Seneca. Em sua obra Institutas da Religião Cristã, Calvino aborda o papel das autoridades civis na punição e a importância retomando conceitos da obra.
A obra resume o conceito de poder segundo a filosofia estoica: a autoridade aristocrática que domina o povo, retendo suas tendências anárquicas, contribuindo para a ordem e desenvolvimento, provém de sua própria grandeza e poder, que, por sua vez, pertencem aos deuses os quais o soberano representa.

## Trechos
“... ser poderoso apenas para o mal é o poder de uma pestilência. A grandeza do homem repousa sobre um alicerce seguro, a quem todos os homens sabem estar tanto do lado deles quanto acima deles, de cujo cuidado vigilante pela segurança de cada um e de todos eles recebem provas diárias, aquele cuja presença não os faz fugirem aterrorizados, como se algum animal perigoso e malévolo tivesse surgido de seu covil, mas os reunissem para ele como fariam com o brilho do sol. Eles estão perfeitamente prontos para atirar-se nas espadas dos conspiradores em sua defesa, para oferecer seus corpos se seu único caminho para a segurança deva ser formado por cadáveres: eles protegem seu sono em vigílias noturnas, eles o cercam e o defendem de todos os lados, e expoem-se aos perigos que o ameaçam.”(I,III,3)
“Clemência, portanto, como eu disse antes, naturalmente se adapta a toda a humanidade, mas mais especialmente aos governantes, porque no caso deles há mais para se salvar, e isso é exibido em uma escala maior. Crueldade em um homem privado pode causar muito pouco dano; mas a ferocidade dos príncipes é guerra.” (I,V,2)
"Uma proposta foi feita uma vez no Senado para distinguir escravos de homens livres por suas roupas: foi então descoberto quão perigoso seria se nossos escravos pudessem contar seus números. Esteja certo de que a mesma coisa seria o caso se nenhuma ofensa fosse perdoada: descobrir-se-á rapidamente até que ponto o número de homens maus excede o dos bons." (I, XXIV, 1)

## Estrutura
Infelizmente o ensaio nos chegou incompleto, de acordo com o texto tradicional, o texto deve ter sido escrito em três livros. Das três partes, os manuscritos oferecem somente o livro I e os sete primeiros capítulos do livro II. O livro III está totalmente perdido. Aliás, não se sabe, com toda a certeza, se parte da obra se perdeu ou se Sêneca jamais a concluiu. Do livro I, temos o texto completo e, o tema. Do livro II, o sumário anuncia que tratará da natureza da clemência e dos sinais que a diferenciam dos vícios. Mesmo inacabado, o assunto e o sumário conferem. O livro III, ainda segundo o sumário, tratará de ensinar, através de conselhos práticos, como se pode levar o espírito humano para o exercício da clemência. Deste livro nada restou.

## Ligações Externas
- Inglês: Aubrey Stewart (1900):  Obras relacionadas com Of Clemency bonoro 2k18 no Wikisource
- Latim: DE CLEMENTIA – Latin text at The Latin Library